# El molí negre
 El molí negre (The Black Windmill) és una pel·lícula anglesa dirigida per Don Siegel, estrenada el 1974. Ha estat doblada al català.

## Argument
El fill d'un responsable del contre-espionatge britànic i un dels seus camarades han estat segrestas per una parella de bandits. Pel seu alliberament, els dos malfactors demanen que els sigui lliurat l'estoc de diamants que pertany al superior jeràrquic de l'alcalde.

## Repartiment
- Michael Caine: Major John Tarrant
- Donald Pleasence: Cedric Harper
- John Vernon: McKee
- Joss Ackland: Superintendent en cap Wray
- Joseph O'Conor: Sir Edward Julyan
- Janet Suzman: Alix Tarrant
- Delphine Seyrig: Ceil Burrows
- Derek Newark: El policia encarregat de les escoltes telefòniques
- Edward Hardwicke: Mike McCarthy
- Clive Revill: Alf Chestermann
- Denis Quilley: Bateson
- Joyce Carey: Srta Monley - Secretària de Harper
- Preston Lockwood: Ilkeston - El director de la banca
- Catherine Schell: Lady Melissa Julyan
- Patrick Barr: General St John
- Paul Humpoletz: Tompkins
- Murray Brown: El metge